# Třída Tromp
Třída Tromp byla třída fregat nizozemského královského námořnictva. Jejich hlavním úkolem bylo velení protiponorkovým skupinám a jejich protivzdušná obrana. Celkem byly postaveny dvě jednotky této třídy. Ve službě byly v letech 1975–2001. Obě byly vyřazeny.

## Stavba
Celkem byly loděnicí Koninklijke Maatschappij de Schelde ve Vlissingenu postaveny dvě jednotky této třídy. Do služby byly zařazeny v letech 1975–1976.
Jednotky třídy Holland:
| Jméno             | Založení kýlu | Spuštěna       | Vstup do služby | Osud     |
| ----------------- | ------------- | -------------- | --------------- | -------- |
| Tromp (F 801)     | 1971          | 4. června 1973 | 3. října 1975   | Vyřazen. |
| De Ruyter (F 802) | 1971          | 9. března 1974 | 3. června 1976  | Vyřazen. |

## Konstrukce

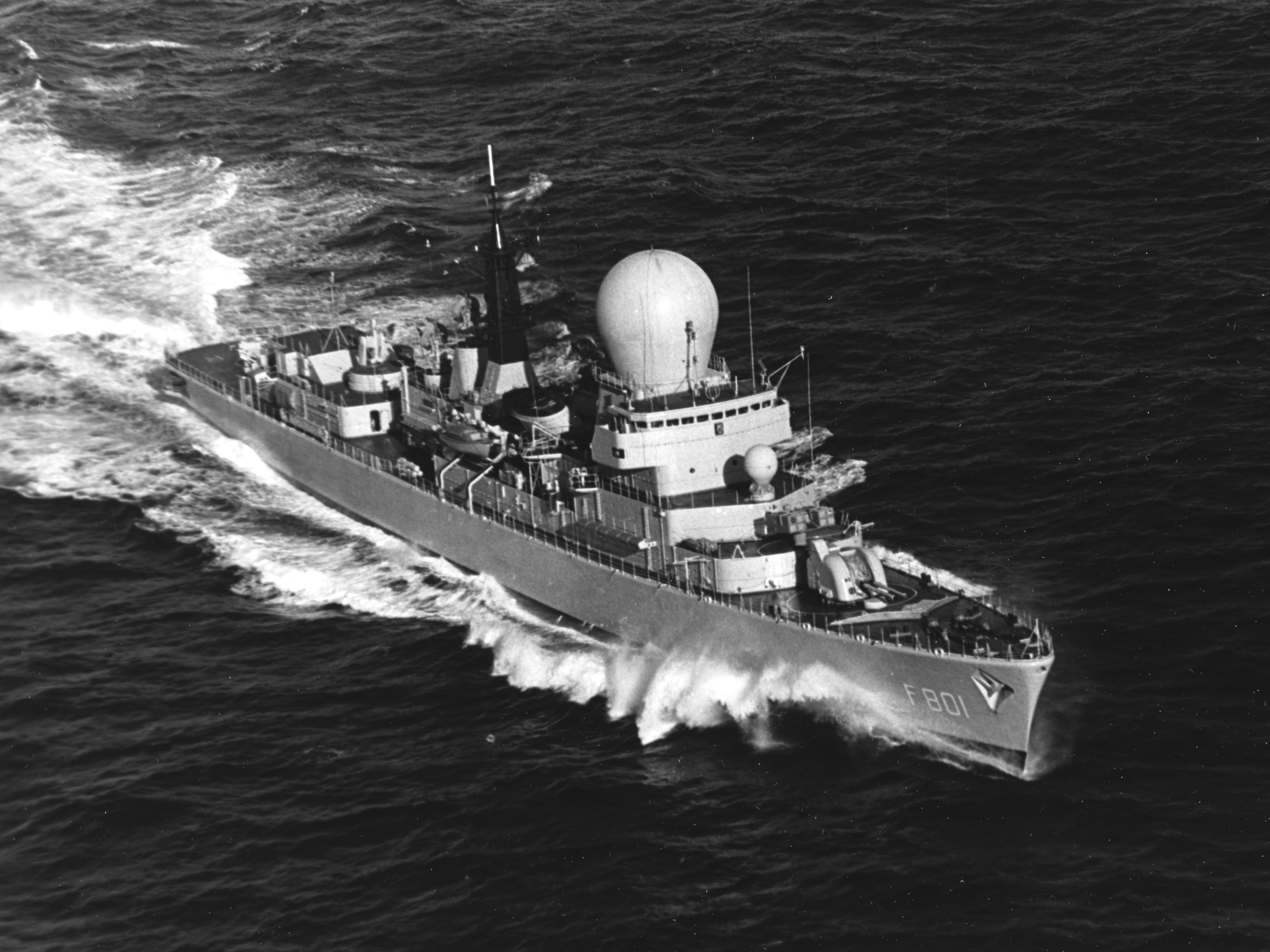
Tromp (F801)

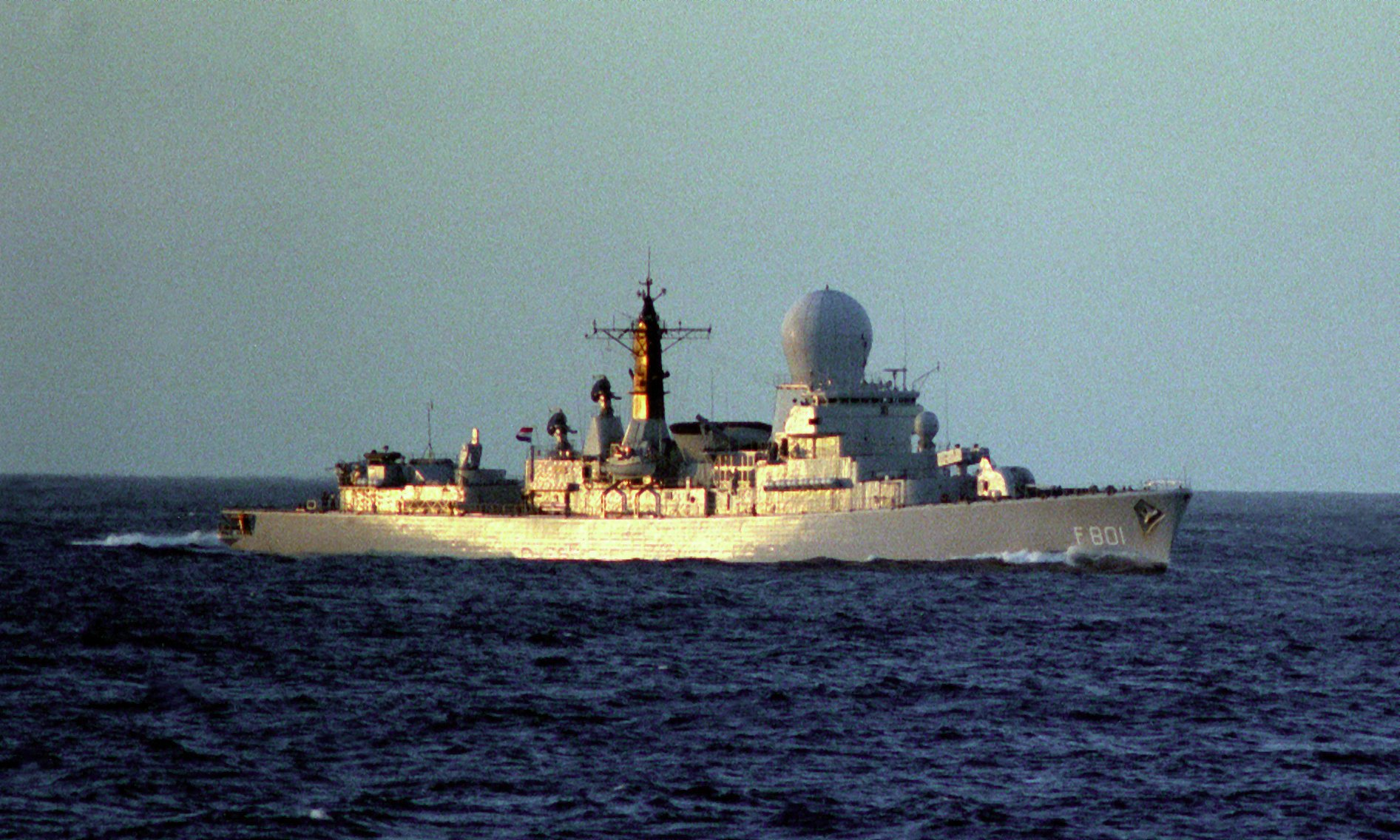
Tromp (F801)

Hlavňovou výzbroj představovaly dva 120mm kanóny umístěné v dělové věží na přídi (věž pocházela z vyřazeného torpédoborce Gelderland třídy Holland). Za ní se nacházelo osminásobné vypouštěcí zařízení protiletadlových řízených střel krátkého dosahu Sea Sparrow (celkem nesly 16 střel). Na zádi bylo dále jednoduché odpalovací zařízení protiletadlových řízených střel Tartar. Protiponorkovou výzbroj tvořily dva trojhlavňové 324mm protiponorkové torpédomety. Na zádi byla přistávací plošina pro jeden protiponorkový vrtulník Sea Lynx. Pohonný systém byl koncepce COGOG. Tvořily ho dvě plynové turbíny Rolls-Royce Tyne RM-1C o výkonu 8200 hp pro cestovní rychlost a dvě plynové turbíny Rolls-Royce Olympus TM-3B o výkonu 54 000 hp, které se připojily v bojové situaci. Lodní šrouby byly dva. Nejvyšší rychlost dosahovala 30 uzlů. Dosah byl 5000 námořních mil při rychlosti 18 uzlů.

### Modernizace
V letech 1977–1978 bylo instalováno osm protilodních střel Boeing Harpoon. V letech 1984–1985 původní střely Tartar nahradil typ Standard SM-1MR. Dále byl instalován systém elektronického boje Ramses, čtyři vrhače Mk.36 SRBOC a torpédový rušič SLQ-25 Nixie. Později původní sonary nahradil typ PHS-36. De Ruyter dostal roku 1991 jeden systém blízké obrany Goalkeeper CIWS.